# Psychotria butayei
Psychotria butayei är en måreväxtart som beskrevs av De Wild.. Psychotria butayei ingår i släktet Psychotria och familjen måreväxter.

## Underarter
Arten delas in i följande underarter:
- P. b. butayei
- P. b. glabra
- P. b. simplex